# Hemeroskopeion
Hemeroskopeion (en latin : Hemeroscopium, en grec ancien : Ἡμεροσκόπειον) était une colonie grecque en occident située sur la côte nord du Cap de la Nau, dans la province d'Alicante, en Espagne, à proximité du port actuel de Dénia, entre le Júcar et Carhagène. Elle a été fondée vers la fin du VIIe ou au début du VIe siècle av. J.-C..

## Historique
Son nom, Hemeroskopeion, signifie tour de guet en grec et reflète vraisemblablement sa première utilisation. Selon Strabon, c'était une petite ville fondée par les grecs de Massalia avec deux autres villes voisines tout aussi petites, dont les noms n'ont pas survécu. La ville fut ensuite conquise par les Romains et fut nommée Dianium, d'où son nom moderne de Dénia. Cette ville était située sur le cap alors appelé Artemisium (grec ancien : Ἀρτεμίσιον) ou Dianium (grec ancien : Διάνιον), du nom d'un temple d' Ephesia Artemis construit dessus (la déesse Artémis ou Diane en latin). Outre son emplacement stratégique, la ville était également importante pour les mines de fer de la Sierra Morena qui existaient à proximité. C'était un important centre commercial et de pêche, ainsi qu'une étape commerciale (emporion) sur la route vers les Colonnes d'Hercule.
en 490 av. J.-C. eut lieu la bataille d'Héméroskopeion, un affrontement naval entre les flottes de Massalia et d'Emporion d'une part et de Carthage d'autre part.
Lorsque, dans le contexte de la Première guerre punique, le général carthaginois Hamilcar Barca débarqua sur la péninsule en 237 av. J.-C., Héméroskopeion fut détruite.
Au Ier siècle, elle eut le statut juridique de civitas stipendiaria (es), ce qui signifiait qu'elle devait payer un tribut et était soumise au pouvoir du gouverneur de la province de l'Hispanie citérieure. Les inscriptions trouvées dans la zone de la ville antique mentionnent plusieurs décurions comme positions municipales, qui doivent donc se référer à une époque postérieure à l'époque de la dynastie Flavienne (fin du Ier siècle), lorsque les communes étaient unifiées. 
Des découvertes funéraires attestent que la ville était encore active au  IIIe et au début du IVe siècle, et qu'elle était probablement l'une des villes sous domination byzantine vers le  VIe siècle. À partir de 636, au Ve concile de Tolède, ses évêques commencent à apparaître, ce qui indique que soit le siège a été créé à cette époque, soit qu'il existait auparavant, mais c'est le premier synode diocésain réuni après le passage de la ville au royaume wisigoth. Lors de ce premier synode, l'évêque Antonio le signe par l'intermédiaire du procureur. Les prochains évêques connus sont Maurelo, Félix et Marciano, déjà immédiatement après la conquête musulmane.